# 셀레노시스테인
셀레노시스테인(영어: selenocysteine)은 글루타티온 과산화효소와 같은 몇몇 효소들에 존재하는 아미노산이다. 셀레노시스테인은 시스테인과 유사한 구조를 갖고 있으나, 시스테인의 황 원자가 셀레늄으로 치환되어있다. 따라서 셀레노시스테인이 하나 또는 그 이상 포함된 단백질은 셀레늄을 포함하고 있다는 뜻에서 셀렌단백질이라 불린다.

## UGA 코돈과 셀레노시스테인
다른 생체단백질 상의 아미노산과는 다르게, 셀레노시스테인은 유전암호로 직접 암호화되지 않는다. 셀레노시스테인은 보통 정지코돈으로 인식되는 UGA 코돈을 특별한 경로로 번역할 때 생겨난다. mRNA상의 SECIS(셀레노시스테인삽입서열) 요소의 존재에 의해 UGA 코돈은 셀레노시스테인을 지정한다. SECIS요소는 특징적인 핵산서열과 염기짝 패턴구조의 2차구조에 의해서 정의된다.
세균에서, SECIS요소는 셀렌단백질을 지정하는 읽기틀 상의 UGA 코돈 바로 뒤에 위치한다. 고균과 진핵생물에서 SECIS요소는 mRNA의 3' 미번역영역에 위치하며, 여러 개의 UGA 코돈에게 셀레노시스테인을 지정하도록 할 수 있다. 만약 세포가 셀레늄이 결핍된 환경에서 자라게 되면, 셀렌단백질의 합성은 UGA 코돈에서 종결되며, 그 결과 잘리고, 작동하지 않는 효소가 만들어진다. 추가적으로 5' 미번역영역에 SECIS 요소를 포함하는 고균의 셀렌단백질 mRNA가 적어도 한 종류 발견되었다.

## 셀레노시스테인의 tRNA
세포에 의해 사용되는 다른 아미노산들과 마찬가지로, 셀레노시스테인도 그 특유의 tRNA를 갖고 있다. 셀레노시스테인의 tRNA인 tRNA(Sec)는 다른 일반적인 아미노산의 tRNA와는 1,2차구조에서 몇가지 차이점을 갖고 있다. 이 중에서 주목해야 할 것은 8(세균)~9(원핵생물) 염기상의 수용체 줄기와 긴 변형영역 팔, 그리고 몇 개의 잘 보존된 염기위치에서의 치환들이다.

### 셀레노시스테인의 tRNA의 번역과정
셀레노시스테인의 tRNA은 처음에는 세릴-tRNA 합성효소에 의해서 세린과 결합한다. 그러나, 세린과 결합한 셀레노시스테인의 tRNA는 번역과정에 사용되지 않는데, 이는 세균에서의 EF-Tu나, 원핵생물의 EF1-alpha와 같은 일반적인 번역인자에 의해 인식되지 않기 때문이다. 대신에, tRNA와 결합된 세릴기는 피리독살 인산함유 효소인 셀레노시스테인 합성효소에 의해서 셀레노시스테일기로 변환된다. 최종적으로 생기는 셀레노시스테인-tRNA는 리보솜에게 셀렌단백질을 만들 수 있도록 mRNA로 Sec-tRNA(Sec)를 옮겨주는 선택적 번역연장인자(SelB나, mSelb)에 명확하게 결합한다.

### 셀레노시스테인 전달기작의 특이성
이 전달기작의 특이성은 셀렌단백질 mRNA의 SECIS 요소에 의해 형성된 대응적 RNA 이차구조를 잡는 여분의 단백질영역이나(박테리아의 SelB), 여분의 아단위(진핵생물 mSelB의 SBP-2)의 존재에 의해 초래되었다.

## 셀레노시스테인의 명명법
IUPAC 와 IUBMB의 합동명명위원회는 셀레노시스테인의 3자부호를 Sec로, 1자부호를 U로 공식제안했다.

## 같이 보기
- 피롤라이신